# Смуха
СК Смуха (араб. نادي سموحة الرياضي‎) — египетский футбольный клуб из города Александрия. Домашние матчи команда проводит на стадионе Борг-эль-Араб, вмещающем около 86 000 зрителей. С 2010 года клуб выступает в египетской Премьер-лиге.

## История
«Смуха» была основана 29 декабря 1949 года. В сезоне 2008/2009 команда заняла второе место во Втором дивизионе, тогда она была близка к выходу в египетскую Премьер-лигу, но проиграла свой последний матч клубу «Кафр-эз-Зайят», уступив первую строчку и путёвку в элиту египетского футбола «Эль-Мансуре». В следующем году «Смуха» обеспечила себе первое место в своей группе Второго дивизиона и исторический выход в Премьер-лигу 28 апреля 2010 года, разгромив команду «Абу-Кир-Семад» со счётом 7:1.
В дебютном сезоне в Премьер-лиге «Смуха» заняла предпоследнее 15-е место, но лигу не покинула из-за расширения количества участников на следующий год. Последующие два чемпионата не были закончены по политическим причинам. В 2014 году клуб занял второе место в чемпионате, переиграв «Замалек» со счётом 2:1 уступив «Аль-Ахли» в финальном турнире лишь по разнице мячей. В июле того же года «Смуха» в полуфинале Кубка Египта одолела «Аль-Ахли» со счётом 2:1, но в финале с минимальным счётом проиграла «Замалеку».

## Достижения
- Чемпионат Египта:
  - 2-е место (1): 2013/14
- Кубок Египта:
  - Финалист (1): 2013/14

## Выступления в международных турнирах
| Сезон | Соревнование           | Раунд          | Клуб                 | Дома | В гостях | Общий итог     |
| ----- | ---------------------- | -------------- | -------------------- | ---- | -------- | -------------- |
| 2015  | Лига чемпионов КАФ     | предв. раунд   | Аль-Ахли Триполи     | 1:0  | 0:1      | 1:1 (5:3 пен.) |
| 2015  | Лига чемпионов КАФ     | 1-й раунд      | Эньимба              | 2:0  | 0:1      | 2:1            |
| 2015  | Лига чемпионов КАФ     | 2-й раунд      | Леопардс             | 2:0  | 0:1      | 2:1            |
| 2015  | Лига чемпионов КАФ     | Группа A       | Атлетик Тетуан       | 3:2  | 1:2      | 4-е место      |
| 2015  | Лига чемпионов КАФ     | Группа A       | Аль-Хиляль Омдурман  | 1:1  | 0:2      | 4-е место      |
| 2015  | Лига чемпионов КАФ     | Группа A       | ТП Мазембе           | 0:2  | 0:1      | 4-е место      |
| 2017  | Кубок Конфедерации КАФ | 1-й раунд      | Улинзи Старз         | 4:0  | 0:3      | 4:3            |
| 2017  | Кубок Конфедерации КАФ | раунд плей-офф | Витс Юниверсити      | 1:0  | 0:0      | 1:0            |
| 2017  | Кубок Конфедерации КАФ | Группа C       | ЗЕСКО Юнайтед        | 1:1  | 0:1      | 4-е место      |
| 2017  | Кубок Конфедерации КАФ | Группа C       | Рекреативу ду Либоло | 2:0  | 0:0      | 4-е место      |
| 2017  | Кубок Конфедерации КАФ | Группа C       | Аль-Хиляль Эль-Обейд | 1:1  | 1:2      | 4-е место      |